# كويو ساتو
كويو ساتو (باليابانية: 佐藤 昂洋) (14 أبريل 1996 في أويتا في اليابان – )؛ هو لاعب كرة قدم كان يلعب كمدافع.

## وصلات خارجية
- كويو ساتو على موقع رابطة كرة القدم اليابانية للمحترفين (اليابانية)
- كويو ساتو على موقع قاعدة بيانات كرة القدم.إي يو (الإنجليزية)
- كويو ساتو على موقع Soccerway.com (الإنجليزية)
- كويو ساتو على موقع عالم كرة القدم.نت (الإنجليزية)